# Бишоп (Тексас)
Бишоп (енгл. Bishop) град је у америчкој савезној држави Тексас. По попису становништва из 2010. у њему је живело 3.134 становника.

## Демографија
Према попису становништва из 2010. у граду је живело 3.134 становника, што је 171 (5,2%) становника мање него 2000. године.
| Група             | 2000.         | 2010.         |
| Белци             | 1.261 (38,2%) | 964 (30,8%)   |
| Афроамериканци    | 32 (1,0%)     | 46 (1,5%)     |
| Азијати           | 4 (0,1%)      | 10 (0,3%)     |
| Хиспаноамериканци | 1.983 (60,0%) | 2.115 (67,5%) |
| Укупно            | 3.305         | 3.134         |